# Plaça de s’Esplanada
Plaça de s'Esplanada – główny plac stolicy Minorki, Maó.
Znajduje się tu główny dworzec sieci autobusowej na wyspie, jest to główne miejsce spotkań mieszkańców. Przed tutejszymi dawnymi brytyjskimi koszarami postawiony jest obelisk, poświęcony ofiarom hiszpańskiej wojny domowej. Ze starym miastem plac łączy Carrer ses Moreres.